# Язык животных (фильм)
«Язык животных» — научно-популярный фильм, снятый в 1967 году на студии «Киевнаучфильм» режиссёром Феликсом Соболевым.

## История создания
Писатель-фантаст Юрий Аликов в одном из научно-популярных журналов прочитал о том, что количество гусиных «га-га» несёт различную смысловую нагрузку в зависимости от количества повторений. Совместно с Феликсом Соболевым он вышел с предложением к директору студии «Киевнаучфильм» о создании документального фильма, непосредственно в ходе которого будет поставлен и проанализирован ряд экспериментов. Согласие директора удалось получить только после того, как этот пост занял Борис Остахнович. Съёмки начались в 1966 году. Для того, чтобы снять несколько важных кадров, приходилось дежурить у камеры днём и ночью. Работа требовала не только умственного, но и физического напряжения: для наблюдения за пчёлами, например, съёмочная группа пронумеровала 10 000 особей этих насекомых. Наибольшую сложность вызвали съёмки дельфинов. В тот период их способностями и возможностями активно интересовались военные, и большинство данных было засекречено. Все территории, где можно было проводить съёмки, были закрыты для посещения, так как находились в ведении ВМФ СССР.

## Сюжет
На основе десятков поставленных и зафиксированных кинокамерой опытов авторы фильма и научные консультанты рассказывают о способах обмена информации (внутри семейств или отрядов) между насекомыми (муравьи, пчёлы), рыбами, птицами (домашняя курица), млекопитающими (высшие приматы, дельфиновые). Популяризируя имеющиеся достижения науки, кинематографисты ставят задачи дальнейшего изучения методов коммуникации, не исключая возможный контакт с инопланетным разумом.

## Отзывы
- Теоретик научно-популярного кинематографа Игорь Васильков считает, что жанр фильмов-размышлений появился не в результате озарения, но стал следствием коллективных усилий и поисков, а наибольших успехов в этом добились коллективы фильмов «Язык животных» и «Думают ли животные» по руководством Ф. Соболева и Ю. Аликова[2]. Издание «Кино и наука» утверждает. что «главная отличительная особенность (картины Соболева) — наличие активного исследовательского начала»[3].
- В 1968 году журналист еженедельника «Огонёк» М. Зыбина пишет[4]:

«Язык животных» — так называется эта интереснейшая добрая картина, которой зрители обычно аплодируют не только в конце. Среди действия тоже часто вспыхивают аплодисменты. Фильм радует, прежде всего, потому, что его разноцветные и разноголосые герои — птицы, рыбы, пчёлы, звери, цыплята, шимпанзе — словно утверждают вечную радость общения между всем живым. А кроме того, зритель чувствует, что создать такую захватывающе интересную картину о мире животных, о языке животных было невозможно без огромной любви к самим животным.
- Чрезвычайно высокую оценку фильму дают современные журналисты. Так, Любовь Журавлева в издании «Зеркало недели» пишет[1]:

Язык животных, не до конца понятный для учёных, в той новой форме, которую родил Соболев, оказался понятен всем живущим на земле народам. Впервые научно-популярный фильм конкурировал с игровым кино в кинотеатрах. С него начался новый этап научно-популярного кино и самой студии.
- Обозреватель издания «Еженедельник 2000» Роман Барашев осуждает некоторые работы Феликса Соболева за их идеологическую составляющую и, по его мнению, антинаучность. Однако фильмы «Язык животных» и «Думают ли животные» считает великолепными[5]:

Соболев мастерски, с использованием последних технических средств того времени открывает нам глаза на «переговоры пчёл» и уши — на сигнальные системы рыб. Готов утверждать, что эти более чем 40-летней давности чёрно-белые кадры из мира животных не утратили ни художественной привлекательности, ни образовательной ценности. Телевизионщики с биологами провели потрясающие по грандиозности эксперименты.

## Съёмочная группа
- Автор сценария: Юрий Аликов
- Режиссёр-постановщик: Феликс Соболев
- Главный оператор: Леонид Прядкин
- Композиторы: Борис Буевский, Лев Колодуб, Антон Муха, Мирослав Скорик
- Звукооператор: Игорь Погон
- Монтаж: Т. Дубенко
- Редактор: Таисия Дмитрук
- Подводные съёмки: Эдуард Губский
- Ассистент режиссёра: Виктор Олендер
- Ассистенты оператора: Анатолий Виноградов, Николай Гринберг, Александр Мухин
- Администратор: А. Дубчак
- Директора картины: Я. Брусиловский, Е. Смертенко
- Государственный симфонический оркестр УССР под управлением Н. Басова
- Текст читает Алексей Консовский

## Награды
Фильм в течение 3-4 лет получил награды четырнадцати стран — всех киноконкурсов, на которых он был заявлен, в том числе:
- 1967 — Ломоносовская премия: почетный диплом 1-й степени
- 1968 — III ВКФ в Ленинграде (СССР): 2-й приз и диплом
- 1968 — XXII конгресс МАНК в Риме (Италия): Почетный диплом
- 1969 — XII МКФ в Лейпциге (ГДР): Приз «Золотой голубь»
- 1969 — МКФ в Пномпене (Камбоджа): Приз «Серебряный кубок»
- 1969 — МКФ детских и юношеских фильмов в Тегеране (Иран): Золотой приз жюри
- 1969 — МКФ по охране природы в Белграде (Югославия): Почетный диплом
- 1971 — МКФ фильмов о природе в Будапеште (Венгрия): Золотая медаль и диплом
- 1972 — Государственная премия СССР за научно-популярные фильмы «Язык животных» и «Думают ли животные»